# 미우라반도 단층군

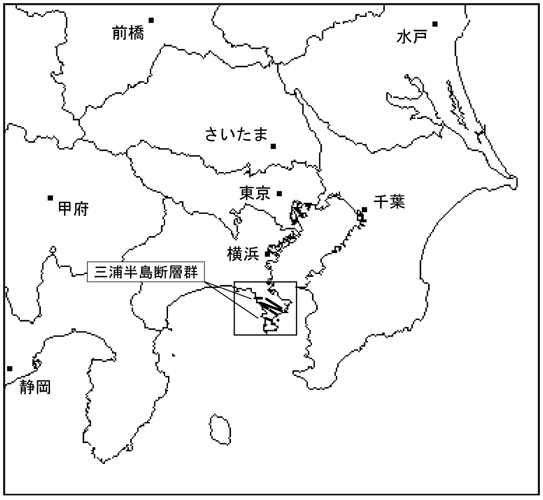
미우라반도 단층군의 위치.

미우라반도 단층군(일본어: 三浦半島断層群 미우라 한토우단소군[*])는 일본 가나가와현 미우라반도에 있는 여러 단층대이다. 크게 미우라반도 중부의 주단층대와 미우라반도 남부의 미우라반도 남부 단층대으로 나눠진다. 중부의 주단층대는 기누가사·호쿠부 단층대(衣笠・北武断層帯), 데케야마 단층대(武山断層帯)로 다시 나눠지며 이 단층대 외에도 여러 부속단층 및 소규모 단층이 존재한다. 남부 단층대도 미나미시타우라 단층(南下浦断層), 히키바시 단층(引橋断層)과 여러  부속단층이 존재한다.

## 단층 특성
미우라반도 주단층대는 서북서-동남동 방향으로 뻗어 있으며 북쪽의 기누가사·호부쿠 단층대와 남쪽의 데케야마 단층대 2개로 분류할 수 있다. 기누가사·호부쿠 단층대는 14km로 밝혀져 있으나 미우라반도 양쪽으로 바다 속에 있을 단층까지 계산하면 대략 22km까지 늘어난다. 데케야마 단층대는 대략 11km이지만 역시 바다 속에 더 단층이 있을 수도 있다. 미우라반도 남부 단층대의 길이는 6km이며 서쪽에서부터 미나미시타우라 단층이 있으며 이 단층 동쪽 끝에서 히키바시 단층이 이어진다.
1923년 간토 대지진 당시 데케야마 단층대의 육지 동쪽 부근에서 지진성 단층이 일어났으나 단층이 보인 범위는 1km 내로 극도로 짧으며 간토 대지진의 영향으로 일어난 지각 변동이지 데케야마 단층대가 직접적으로 일으킨 고유지진은 아닌 것으로 추정한다.

## 지진 발생 확률
일본 지진조사연구추진본부가 시행하는 활단층 장기평가에서는 지진 발생 확률이 상대적으로 높은 단층에 속해 있다. 기누가사·호부쿠 단층대와 데케야마 단층대는 향후 지진 발생 가능성이 높은 S급 단층대이며 미우라반도 남부 단층대는 지진 확률을 분석할 수 없는 X급 단층대이다.
기누가사·호부쿠 단층대는 마지막 활동이 6-7세기 사이 있었으며, 평균 지진 발생 간격은 1900년에서 4900년 사이라고 추정했다. 데케야마 단층대는 마지막 활동이 2300년에서 1900년 전에 있었으며 평균 지진 발생 간격은 1600-1900년 사이라고 추정했다. 미우라반도 남부 단층대는 마지막 활동이 약 26000년 전에서 22000년 전에 있었던 것으로 추정했으나 정보 부족으로 정확한 지진 발생 간격 및 그 양상은 알 수 없다고 발표했다. 다만 예상되는 최대 지진 규모는 추정 단층 길이에 따라 서로 다르기 때문에 1975년 마쓰다 교수(松田, 1975)의 추정식에서 미우라반도 단층군의 기누가사·호부쿠 단층대는 대략 M6.7 정도, 데케야마 단층대는 대략 M6.6 정도, 미우라반도 남부 단층대는 대략 M6.1로 추정했다. 하지만 단층 길이에 따른 추정 규모가 규모 M6.8 이하인 경우 지역 평가에서 지진조사연구추진본부 장기평가부회 결정에 따라 규모 M6.8로 고정하도록 두었기 때문에 피해 및 규모 가정은 M6.8로 고정하였다. 특히 2010년 있었던 지진연구위원회 회의에서는 길이 20km 미만의 단층대의 경우에는 마쓰다 교수의 추정식이 맞지 않아 과소평가할 가능성이 높아 규모를 상향 조정하였다.
기누가사·호부쿠 단층대의 지진 발생 확률은 2020년 기준 30년 내 발생 확률이 거의 0-3%, 50년 내 발생 확률이 거의 0-5%, 100년 내 발생 확률이 거의 0-10%라고 추정했다. 데케야마 단층대는 30년 내 지진 발생 확률이 6-11%, 50년 내 지진 발생 확률이 10-20%, 100년 내 지진 발생 확률이 20-30%로 추정했다.
| 구역                                                | 지진 종류                | 2022년 1월 1일 기준 | 2022년 1월 1일 기준 |
| 구역                                                | 지진 종류                | 규모(M)             | 30년 내 발생 확률   |
| --------------------------------------------------- | ------------------------ | ------------------- | ------------------- |
| 미우라반도 단층군 (주단층대/기누가사·호부쿠 단층대) | 직하형지진 주요 활단층대 | M6.7 정도           | 거의 0-3%           |
| 미우라반도 단층군 (주단층대/데케야마 단층대)        | 직하형지진 주요 활단층대 | M6.6 정도           | 6-11%               |
| 미우라반도 단층군 (남부)                            | 직하형지진 주요 활단층대 | M6.1 정도           | 불명                |

## 같이 보기
- 미나미칸토 직하지진